# Wallenfels
Wallenfels este un oraș din districtul Kronach, regiunea administrativă Franconia Superioară, landul Bavaria, Germania. 

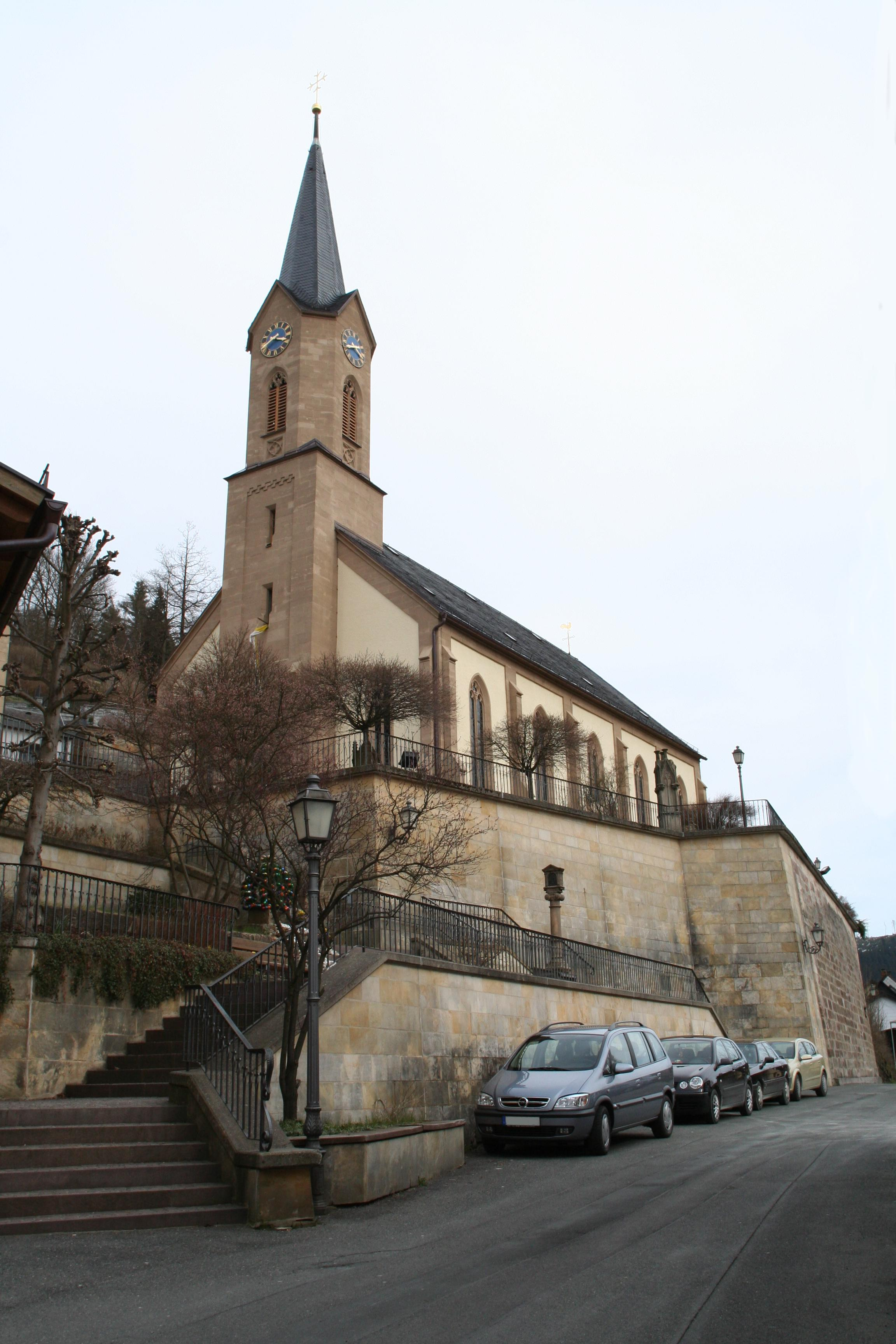
Wallenfels
(Biserica Thomaskirche)